# 云谷寺 (黄山)
云谷寺位于安徽黄山风景区东南部钵盂峰下的山坞中，海拔890米，是明清时期的一座著名寺院，与慈光寺、祥符寺、翠微寺、松谷庵同为黄山“五大丛林”之一。
云谷寺古称丞相源，因宋代丞相程元凤归隐于此而得名。明万历三十七年（1609年）寓安禅师在此募建“掷钵”禅院，崇祯年间命名为云谷寺，得名于歙县县令傅严题书的“云谷”二字。清末宣统三年（1911年）毁于大火。后陆续募建，1967年再遭火患，今寺已不存，仅存前院墙基石栏。旧址上建有“云谷山庄”宾馆，有云谷寺登山索道和磴道直上北海，为进山的必经之地。
云谷古道是登黄山的古道之一，自汤口镇苦竹溪村起，沿九龙瀑右侧上行，经云谷寺，全长约4公里，高差800米，最初系明万历年间慈光寺普门禅师主持开凿的简易登山步道。现存古道建于乾隆三十一年（1767），两江总督高晋主持整修此路，迎候天子驾临，俗称“乾隆御道”。民国二十年至二十八年（1939年），黄山建设委员会筹资凿石铺路，登山步道基本建成。